# Ludwig von Hirschfeld (Diplomat)

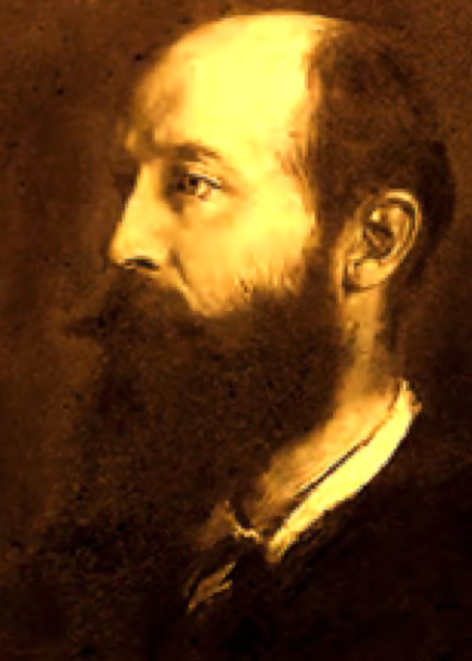
Ludwig von Hirschfeld, um 1885

Ludwig von Hirschfeld, eigentlich Louis Oscar Bernhard von Hirschfeld (* 1. Oktober 1842 in Ludwigslust; † 17. Februar 1895 in Berlin) war ein preußischer Offizier, Diplomat und Schriftsteller.

## Leben und beruflicher Werdegang
Louis/Ludwig von Hirschfeld wurde als Sohn des namensgleichen Flügeladjutanten des Großherzogs Friedrich Franz II., Ludwig von Hirschfeld (1803–1842) und dessen Frau Caroline Friederike Luise Adolphine, geb. von Bülow, geboren. Sein Vater war zum Zeitpunkt seiner Geburt bereits gestorben. Hirschfeld wurde bei seiner Großmutter, der Oberstallmeisterin Louise von Bülow (Witwe des Kammerherrn und Leiters des Landgestüts Redefin Vollrath Joachim Helmuth von Bülow und Tochter des Oberhofmarschalls Bernhard Joachim von Bülow), im Klosterhauptmannhaus der Familie von Maltzan in Dobbertin erzogen, nachdem er als Halbwaise zur Welt gekommen war und seine Mutter Caroline starb, als Ludwig zehn Jahre alt war. Er besuchte das Gymnasium in Lüneburg bis zur Sekunda-Reife 1859 und trat zu Ostern 1860 in den mecklenburgischen, später preußischen Militärdienst.
Im Juli 1861 bestand er das Offiziersexamen; im Dezember erhielt er das Offizierspatent als Sekondeleutnant. Er war aktiver Kriegsteilnehmer im Krieg gegen Österreich 1866. Im September 1867 wurde er zum Premierleutnant im Feldartillerie-Regiment „Generalfeldmarschall Graf Waldersee“ (Schleswigsches) Nr. 9 befördert. Von Ostern 1868 bis August 1873 diente er als militärischer Begleiter des Prinzen Günther Victor von Schwarzburg-Rudolstadt, dem Schwager des mecklenburgischen Großherzogs Friedrich Franz II. von Mecklenburg-Schwerin. Er begleitete den Prinzen auf Studienreisen nach Belgien, Frankreich und England sowie im Deutsch-Französischen Krieg. Am 17. September 1872 erfolgte seine Beförderung zum Hauptmann. 
Von Ostern 1872 bis Sommer 1873 war er (mit Prinz Günther) zum Studium der Staatswissenschaften an der Universität Leipzig beurlaubt. Im Juli 1873 wurde er zur Dienstleistung im diplomatischen Dienst des Deutschen Reiches abkommandiert. Zunächst war er ein knappes Jahr bei der Gesandtschaft in Konstantinopel tätig. Nach einem weiteren Jahr in der Abteilung II des Auswärtigen Amts in Berlin (Handels-, Rechts- und Konsularsachen) bestand er Ende Juni 1875 die Diplomatische Prüfung. Zum 1. Juli 1875 wurde ihm der Abschied aus dem Militär bewilligt, so dass er ganz in den Diplomatischen Dienst übertreten konnte. Als Legationssekretär war er 1875/76 in Athen und von 1876 bis 1878 in Konstantinopel stationiert. Von Juni bis November 1878 war er an der Deutschen Botschaft in Kopenhagen und von Januar 1879 bis Mai 1881 an der preußischen Gesandtschaft in München tätig. 1880 ernannte ihn Großherzog Friedrich Franz II. zum Großherzoglich Mecklenburg-Schwerinschen Kammerherrn. 1881 kam Hirschfeld als Erster Sekretär zurück nach Konstantinopel, wo er 1882 den Charakter als Legationsrat erhielt. Nach einer kurzen Verwendung als Erster Sekretär an der Deutschen Botschaft in Paris musste er sich im April 1883 wegen einer Augenerkrankung in den einstweiligen Ruhestand versetzen lassen. Zum 1. Januar 1893 erhielt er noch den Charakter als Geheimer Legationsrat.
Zeitweise trat Hirschfeld auch als Komponist in Erscheinung. Unter dem Pseudonym Louis Robert veröffentlichte er die Spieloper Der Marquis von Cartonnage nach dem Vaudeville La meunière de Marly von Mélesville, die 1872 am Friedrich-Wilhelm-Städtischen Theater in Berlin sowie in Schwerin aufgeführt wurde. Eine Rezension in der Neuen Berliner Musikzeitung berichtet von einer freundlichen Aufnahme der Uraufführung, gibt dem Komponisten aber eine Reihe von Verbesserungsvorschlägen für künftige Werke mit auf den Weg. Demgegenüber prophezeite eine Rezension der Schweriner Aufführung, dass sich die Oper nicht als Repertoirestück etablieren werde, da es ihr an Originalität mangele. Erhalten ist von ihm ferner das Manuskript eines Liederzyklus Amaranths Waldeslieder auf Texte von Oskar von Redwitz; ob diese Lieder öffentlich aufgeführt wurden, ist nicht bekannt.
Hirschfeld lebte seit 1883 als Privatmann und Schriftsteller in Berlin. Er verfasste zahlreiche Bücher und Schriften, vor allem zur mecklenburgischen Geschichte. Wegen seines Augenleidens war er bei den Arbeiten zu seinen schriftstellerischen Werken auf die Unterstützung seiner Frau Elisabeth, geb. Kramsta angewiesen, die er im Januar 1880 geheiratet hatte. Das Paar hatte einen Sohn, Günther (* 1882 in Bujukdere bei Istanbul), und eine Tochter Bodild (* 1885), die 1919 Curt von Ulrich heiratete. Harald von Hirschfeld war sein Enkel. Hirschfeld starb in Berlin und wurde in Ludwigslust beigesetzt.
Ein Karton mit Briefen an Ludwig von Hirschfeld wurde 1963 vom Politischen Archiv des Auswärtigen Amts erworben.

## Auszeichnungen
- Hausorden der Wendischen Krone (Komtur)[11]
- Militärverdienstkreuz (Mecklenburg)
- Eisernes Kreuz (1870)
- Königlicher Kronen-Orden (Preußen) 4. Klasse mit Schwertern
- Herzoglich Sachsen-Ernestinischer Hausorden, Ritter mit Schwertern
- Ehrenkreuz von Schwarzburg III. Klasse mit Schwertern
- Verdienstorden Philipps des Großmütigen, Ritter I. Klasse mit Schwertern
- Lippischer Hausorden III. Klasse mit Schwertern
- Sankt-Stanislaus-Orden 2. Klasse
- Erlöser-Orden, Großkommandeur
- Osmanié-Orden 2. Klasse
- Mecidiye-Orden 2. Klasse
- Orden der Eisernen Krone 3. Klasse
- Albrechts-Orden 3. Klasse

## Werke

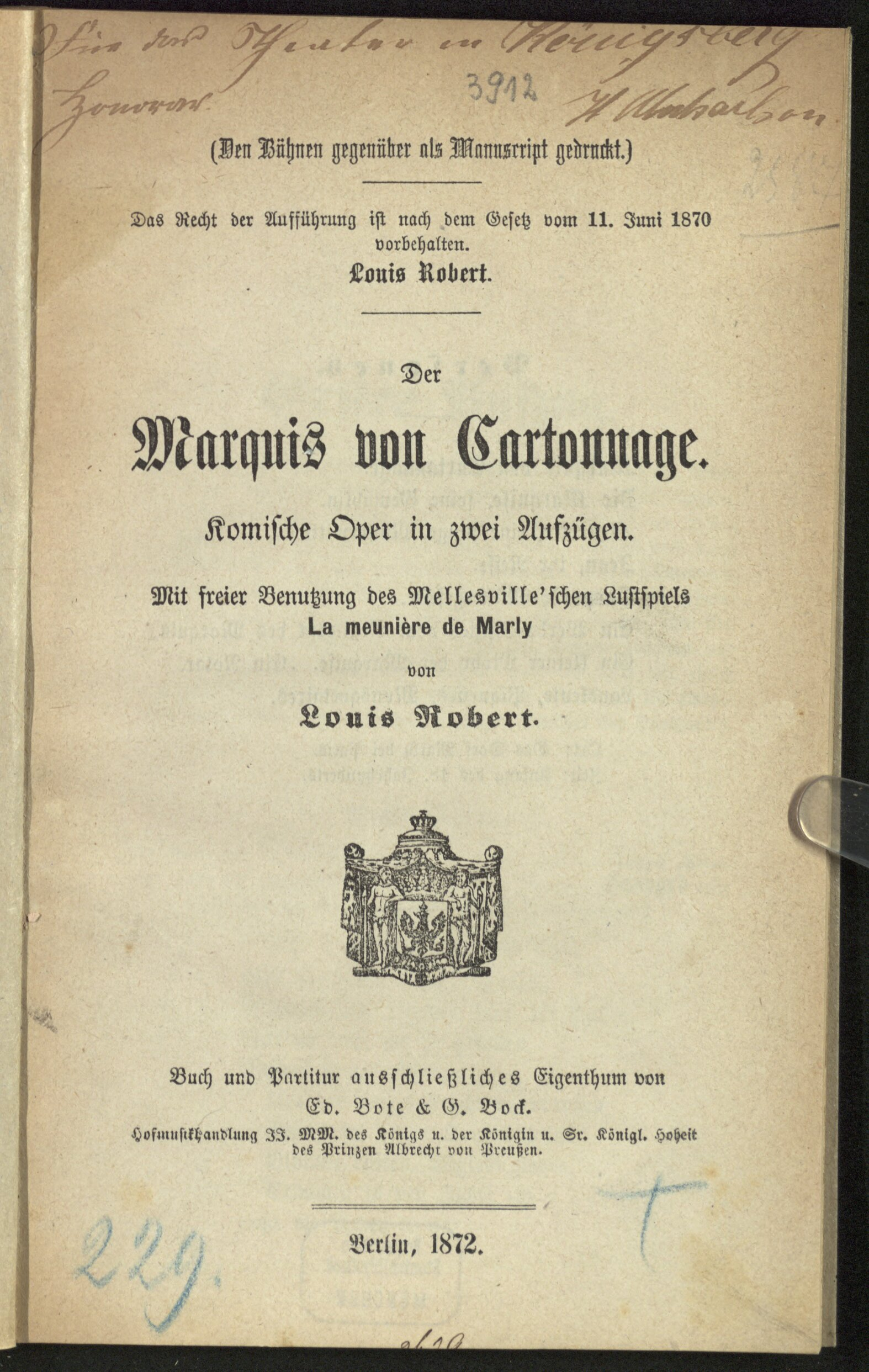
Komische Opfer in zwei Aufzügen "Der Marquis von Cartonnage"; Buch und Partitur: Musikverlag Bote & Bock, Berlin, 1872

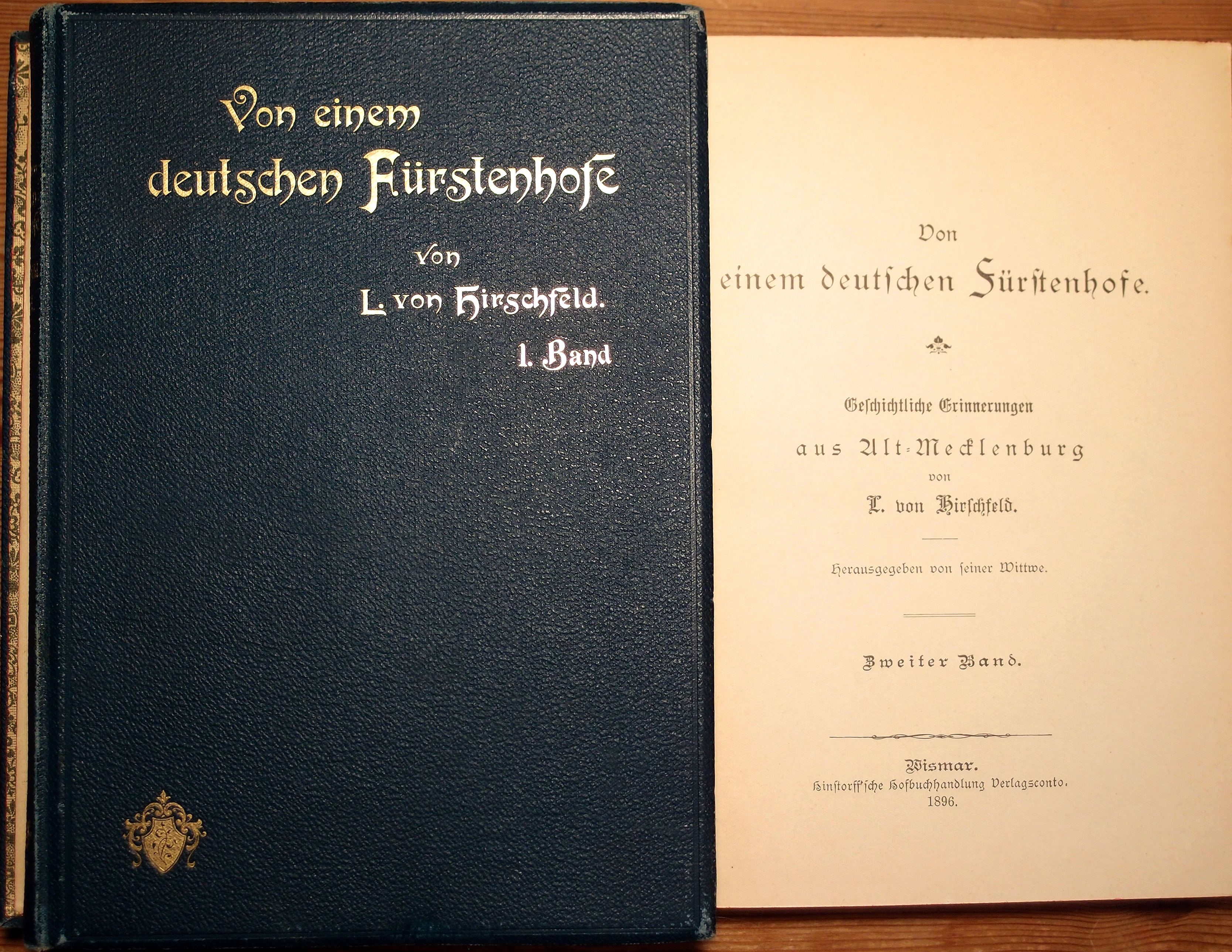
Ludwig von Hirschfeld: "Von einem deutschen Fürstenhofe"; (posthum) herausgegeben von seiner Witwe Elisabeth von Hirschfeld. Hinstorff Verlag, Wismar 1896

- Oper: Der Marquis von Cartonnage unter dem Pseudonym Louis Robert (1872 in Berlin und Schwerin aufgeführt).[12]
- Die Finanzen Frankreichs nach dem Kriege von 1870–71, Berlin: Puttkamer 1875.
- Die proportionelle Berufsklassenwahl: ein Mittel zur Abwehr der sozialistischen Bewegung. 1885.
- Sophie von Campenhausen: Aus dem Tagebuch einer Hofdame. Ein Kulturbild. Hrsg. von Ludwig von Hirschfeld. In: Vom Fels zum Meer. Spemann’s Illustrierte Zeitschrift für das deutsche Haus. Scherl, Berlin, Jahrgang 12, 2. Band. 1892/93, S. 354–360, 413–419, 475–478, 500–506. Auch in: Ludwig von Hirschfeld: Von einem deutschen Fürstenhofe. Band 1. Hinstorff, Rostock 1896, S. 193–270; Digitalisat in der Google-Buchsuche.
- Friedrich Franz II., Grossherzog von Mecklenburg-Schwerin, und seine Vorgänger. 2 Bände. Duncker & Humblot, Berlin 1891 (Band 1: archive.org – Band 2: archive.org).
- Ein Staatsmann der alten Schule. In: Ders.: Von einem deutschen Fürstenhofe. Band 2. Hinstorff, Wismar 1896.